# Multiskærm
Multi-skærm (engelsk: multi-monitor), også kaldet multi-display og multi-head, er brugen af flere fysiske displayenheder, såsom skærme, fjernsyn og projektorer, for at øge det tilgængelige areal for computerprogrammer, der kører på et enkelt computersystem. Multiskærme er meget typiske for gamere/computerspillere og personer der arbejde på et kontor at have. 